# Лідс

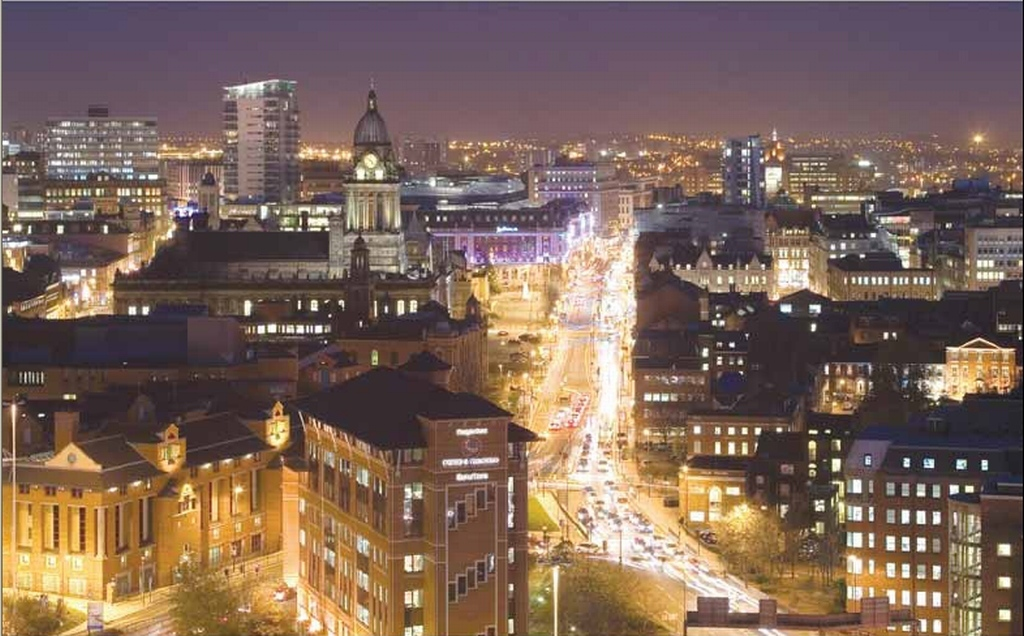
Авеню «Headrow» у центрі міста

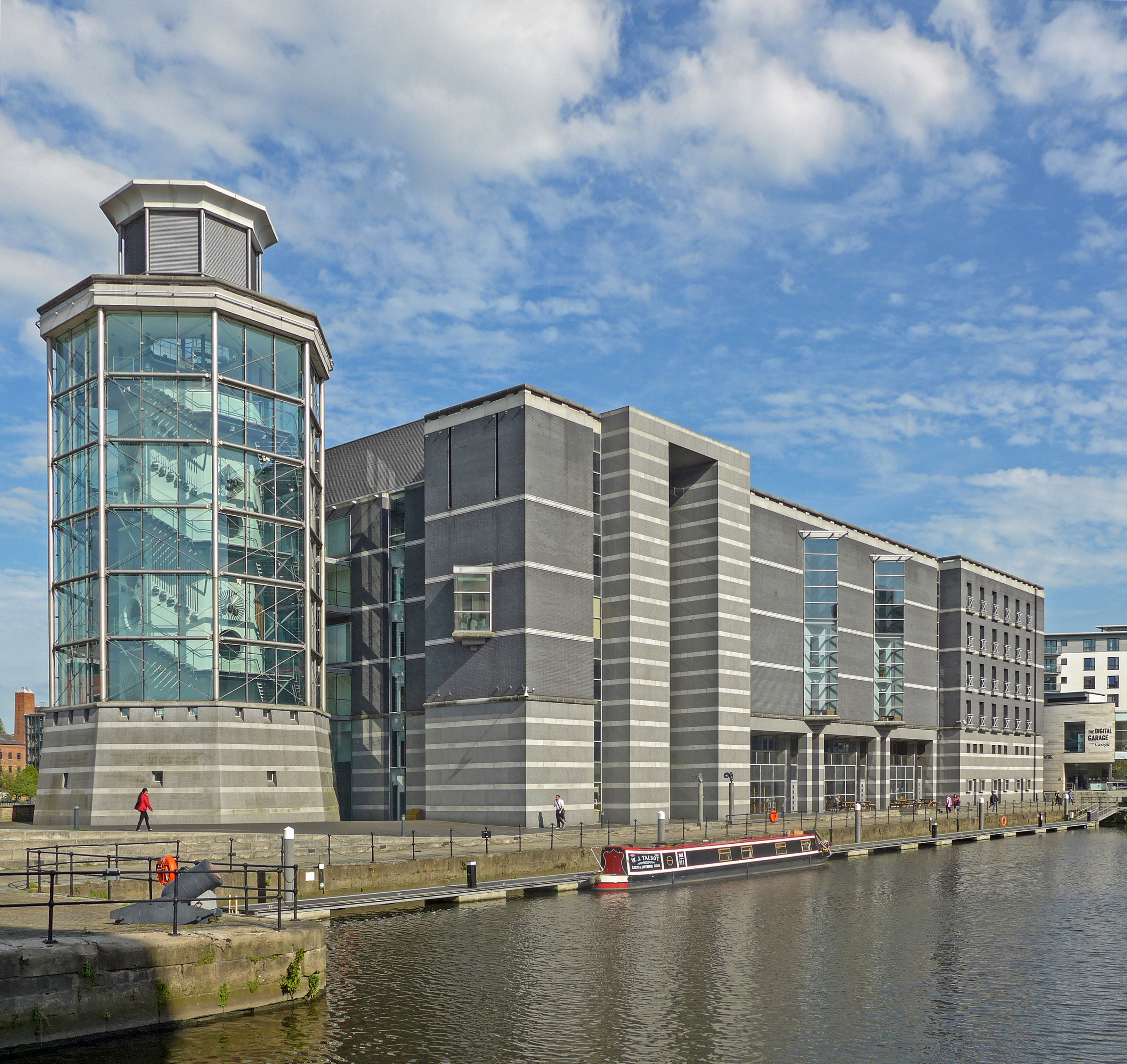
Королівський музей озброєнь

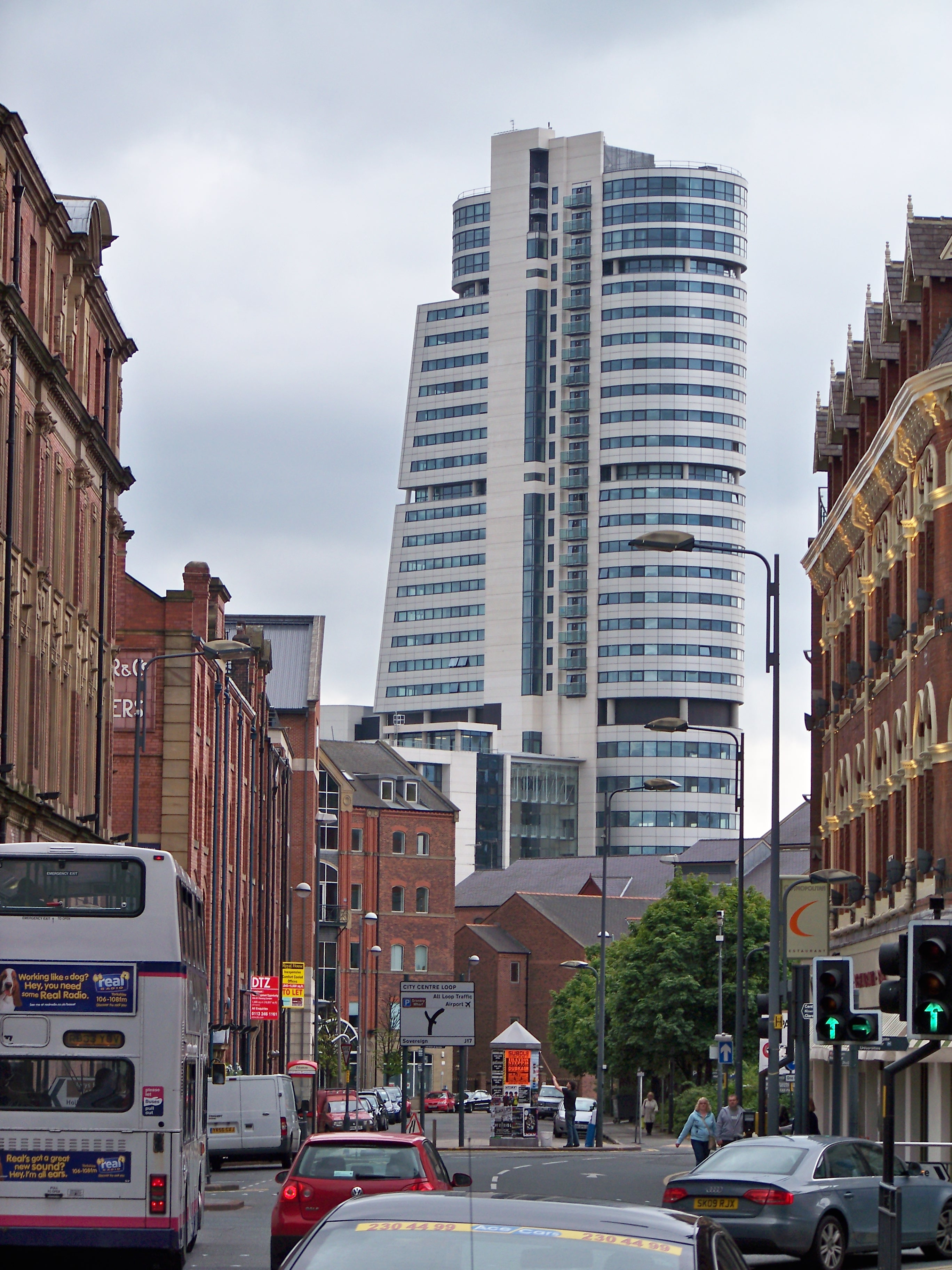
Хмарочос «Бріджвотер-Плейс»

Лідс (англ. Leeds, МФА: [liːdz]) — місто в Західному Йоркширі, Англія. Місто розміщене в долині річки Ері за 48 км на північний схід від Манчестера, біля східних схилів Пеннінських гір та найнижчого і широкого проходу через гори. Найдинамічніший розвиток міста припав на період промислової революції, коли воно стало центром важкого машинобудування та торгівлі тканинами. На сьогодні провідною галуззю економіки міста є сектор фінансових послуг. До метрополії Лідса входять передмістя Везербі та Отлі. Населення у 2010 — 798 800 осіб.
Разом з Бредфордом і ще 14-ю населеними пунктами Лідс утворює міську агломерацію Західний Йоркшир з чисельністю населення більше 1 700 000 осіб.

## Транспорт
Лідс — важливий залізничний вузол, має міжнародний аеропорт «Лідс-Бредфорд».

## Історія
Лідс був згаданий в 1086 у в списку «Книга Страшного суду». В 1207 отримав статус ринкового міста. З початком промислової революції в Англії місто активно розвивалося: населення зросло з 10 тисяч наприкінці XVII століття до 30 тисяч в кінці XVIII століття, сягнувши 150 тис. у 1840 році. Однією з причин такого бурхливого зростання стало те, що Лідс виявився центром транспортного сполучення на півночі Англії. Розвиток транспортної мережі супроводжувався організацією навігації на річці Айр у 1699 (забезпечила зв'язок з континентальною Європою), будівництвом в 1774—1816 роках каналу Лідс—Ліверпуль (зв'язок із Західним узбережжям Великої Британії) і залізниці в 1848 році. У XIX столітті близько половини англійського експорту проходило через Лідс.
Крім традиційного вовняного і текстильного виробництва в Лідсі в цей період розвиваються машинобудування для текстильної промисловості, виробництво барвників, а також виробництво парових машин. У видобувній промисловості найбільш значущим був видобуток вугілля: у 1758 році перша у світі рейкова дорога (спочатку на дерев'яних коліях) з'єднала центр Лідса з вугледобувним районом на південь від міста. Економічний розвиток наприкінці дев'ятнадцятого — початку двадцятого століття призвів до появи в Лідсі перших значних культурних закладів, у їх числі Університет Лідса.
Після закінчення Другої світової війни значно знизилося виробництво в тих галузях, що забезпечили Лідсу піднесення у вісімнадцятому та дев'ятнадцятому століттях. У 1951 році половина економічно активного населення працювала в машинобудуванні, у 1971 році це число скоротилося до однієї третини. Тепер тільки 10 % населення працює в промисловому виробництві.
У 1980-х роках уряд консерваторів провів реорганізацію управління великими містами і виділив кошти для забезпечення процесу відновлення у відсталих районах, передусім на Півночі Англії. Ця програма привела до зростання приватних інвестицій та значного будівництва в центральній і південній частинах Лідса. Зокрема, 2006 року почалося будівництво хмарочоса La Lumiere, який мав стати найбільшою висотною будівлею у Великій Британії за межами Лондона. Занепад промислового виробництва був компенсований розвитком пост-індустріальної економіки. У 1990-х роках Лідс перетворився на другий після Лондона центр фінансової та юридичної діяльності в Англії.

## Культура

### Музеї
- Міський музей Лідса (відкрився 2008 року[9]; колекції присвячені переважно історії міста, а також природознавству, археології, образотворчому і декоративно-ужитковому мистецтву; крім того тут часто проходять спеціалізовані виставки).
- Королівський музей озброєнь (відкрився 1996 року[10], тут зберігається національна колекція зброї та обладунків Сполученого Королівства, більша частина колекції була передана в музей з лондонського Тауера).
- Художня галерея Лідса (відкрилася 3 жовтня 1888 року; 1,3 мільйона одиниць зберігання[11]; містить важливі колекції традиційного та сучасного британського мистецтва, з найкращою колекцією британського мистецтва ХХ століття поза Лондоном).
- Медичний музей Текрей.
- Індустріальний музей Лідса на Армлі-Міллз (представлені колекції обладнання текстильної промисловості, важкого машинобудування і залізничного транспорту, у тому числі колекція локомотивів).

### Театри, музика і танці
У Гранд-Театрі міста базується Опера-Норт, єдина національна оперна трупа за межами Лондона. Міське вар'єте Лідса — одне з небагатьох вар'єте, що залишилися в Британії, тут проходили знамениті виступи Чарлі Чапліна і Гаррі Гудіні. Тут же проходила зйомка телепередачі BBC «Старі добрі часи».
Драматичний театр Лідса, який раніше був відомий як Драматичний театр Західного Йоркширу, є найновішим театром з двома сценами. Театр танцю Фенікс і Північний театр балету також базуються в Лідсі. Восени 2010 року обидва театри переїхали в спеціально побудований танцювальний центр, який є найбільшим танцювальним центром за межами Лондона.
Музичні гурти з Лідса: Alt-J, The Cribs, Christie, I Like Trains, Kaiser Chiefs, The Mission, The Sisters of Mercy, Wild Beasts та інші.

## Освіта
- Університет Лідса (один з найбільших університетів Великої Британії, близько 32 000 студентів та 7 500 співробітників; заснований 1904 року[15] на базі Школи медицини (рік заснування 1831) та Йоркширського наукового коледжу (рік заснування 1874));
- Лідський університет Беккета (раніше відомий як Лідський міський університет (LMU), а ще раніше — як Лідська Політехніка; 3000 студентів денної форми навчання та 4000 студентів заочної форми навчання[16]);
- Лідський університет Трініті;
- Університет мистецтв Лідса (колишній Лідський коледж мистецтв, який був заснований 1846 року як Лідська школа мистецтв, а університетом став 2017 року[17]);
- Університет права (колишній юридичний коледж, який став університетом 2012 року і переїхав у свій нинішній кампус у центрі Лідса з Йорка 2014 року);
- Лідський коледж музики (заснований 1965 року, 2018 року отримав статус вищого навчального закладу, навчається 1200 студентів[18]);
- Північна школа сучасного танцю (заснована 1985 року, навчається 200 студентів).

## Клімат
Клімат у Лідсі морський (Cfb за класифікацією кліматів Кеппена) і зазнає впливу Пеннінських гір. Літо зазвичай м'яке, з помірною кількістю опадів, а зима холодна, хмарна з рідкісними снігопадами і морозами. Найближча офіційна метеостанція знаходиться в Бінглі, приблизно за двадцять кілометрів від міста, але на більшій висоті.
Найтепліший місяць — липень (середня температура 16 °C), тоді як найхолодніший — січень (середня температура 3 °C). Температури вище 30 °C та нижче –10 °C трапляються лише  періодично. Температура повітря в аеропорту Лідс-Бредфорд у грудні 2010 року впала до –12,6 °C і досягла 31,8 °C у центрі міста в серпні 2003 року. Рекордна температура для Лідса становить 34,4 °C (зафіксована під час теплової хвилі на початку серпня 1990 року).
Розташований на східній стороні Пеннінських гір, Лідс є одним із найсухіших міст Великої Британії, щорічна кількість опадів становить 660 мм. Існує стара англійська приказка: «У Манчестері завжди йде дощ, а в Лідсі і Бредфорді завжди світить сонце».
| Клімат Лідса          | Клімат Лідса | Клімат Лідса | Клімат Лідса | Клімат Лідса | Клімат Лідса | Клімат Лідса | Клімат Лідса | Клімат Лідса | Клімат Лідса | Клімат Лідса | Клімат Лідса | Клімат Лідса | Клімат Лідса |
| Показник              | Січ.         | Лют.         | Бер.         | Квіт.        | Трав.        | Черв.        | Лип.         | Серп.        | Вер.         | Жовт.        | Лист.        | Груд.        | Рік          |
| Середній максимум, °C | 5,8          | 5,9          | 8,7          | 11,3         | 15,0         | 18,2         | 19,9         | 19,9         | 17,3         | 13,4         | 8,8          | 6,7          | 12,58        |
| Середній мінімум, °C  | 0,3          | 0,2          | 1,6          | 3,1          | 5,5          | 8,5          | 10,4         | 10,5         | 8,7          | 6,3          | 2,9          | 1,1          | 4,93         |
| Норма опадів, мм      | 61           | 45           | 52           | 48           | 54           | 54           | 51           | 65           | 57           | 55           | 57           | 61           | 660          |
| --------------------- | ------------ | ------------ | ------------ | ------------ | ------------ | ------------ | ------------ | ------------ | ------------ | ------------ | ------------ | ------------ | ------------ |
| Джерело: WWIS         |              |              |              |              |              |              |              |              |              |              |              |              |              |

## Спорт
У місті базується футбольна команда Лідс Юнайтед, є також команди з регбі та крикету.

## Релігія
Більшість населення християни англіканської церкви.

## Відомі уродженці
- Вордсворт Доністорп (1847—1914) — британський піонер кінематографа, діяч анархістського руху і шахіст.
- Клара Етелінда Лартер (1847—1936) — британський ботанік, відома своїми дослідженнями флори Девона.
- Герберт Холл Тернер (1861—1930) — англійський астроном.
- Невілл Френсіс Мотт (1905—1996) — англійський фізик, лауреат Нобелівської премії з фізики 1977 року.
- Фанні Ватерман (1920—2020) — британська піаністка.
- Філіп Стоун (1924—2003) — англійський актор.
- Малкольм Макдавелл (* 1943) — англійський актор театру та кіно
- Нікола Гріффіт (* 1960) — британська та американська письменниця-фантаст.
- Мелані Браун (* 1975) — британська співачка, автор пісень, актриса і телеведуча.
- Метью Льюїс (* 1989) — англійський актор.
- Люсі Мур — археологиня, кураторка, вікіпедистка.

## Галерея

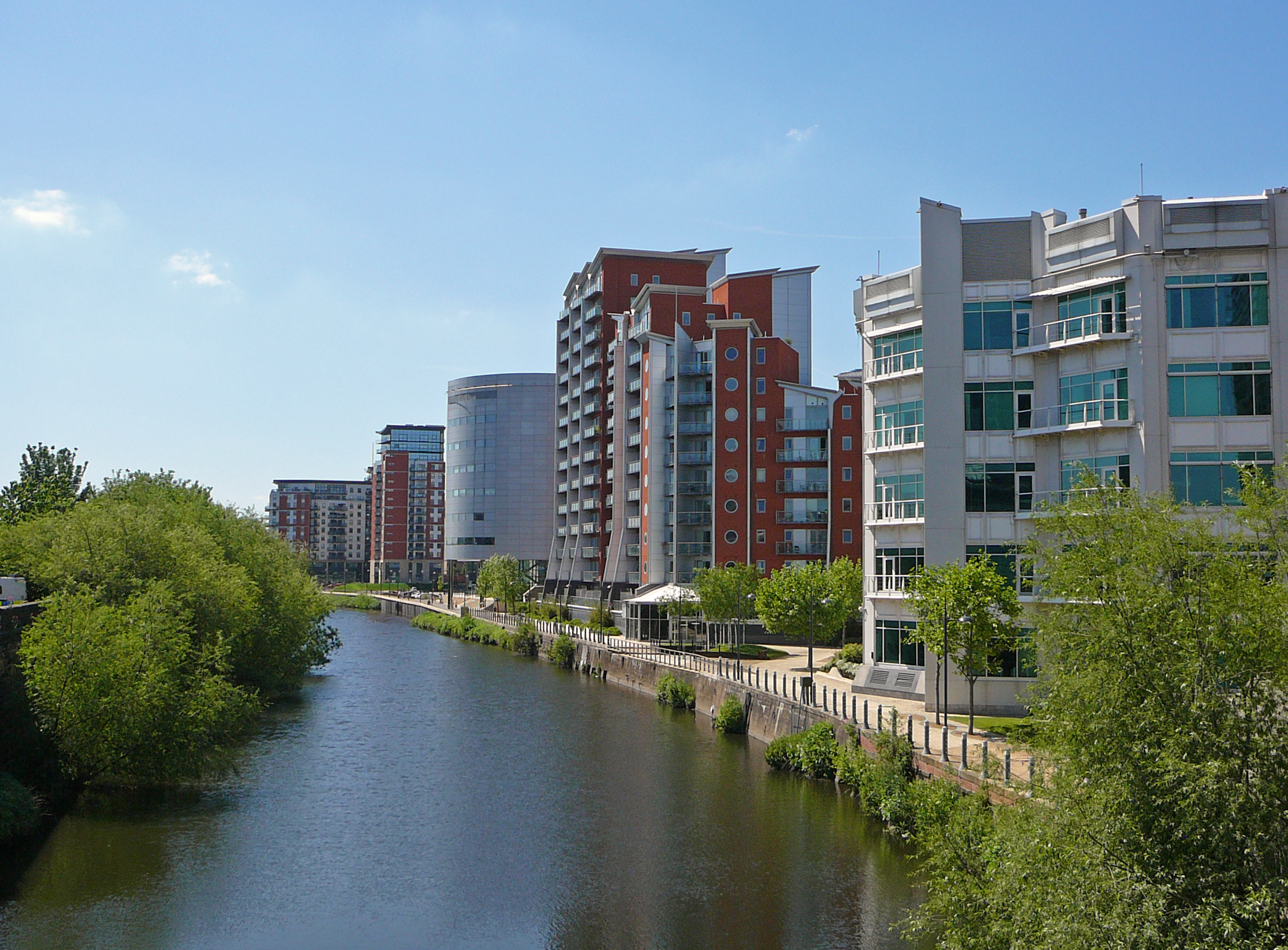
Річка Ері у Лідсі
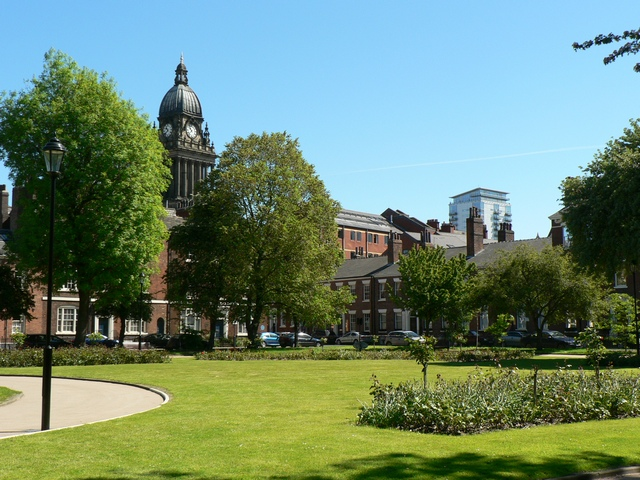
Літо у Лідсі
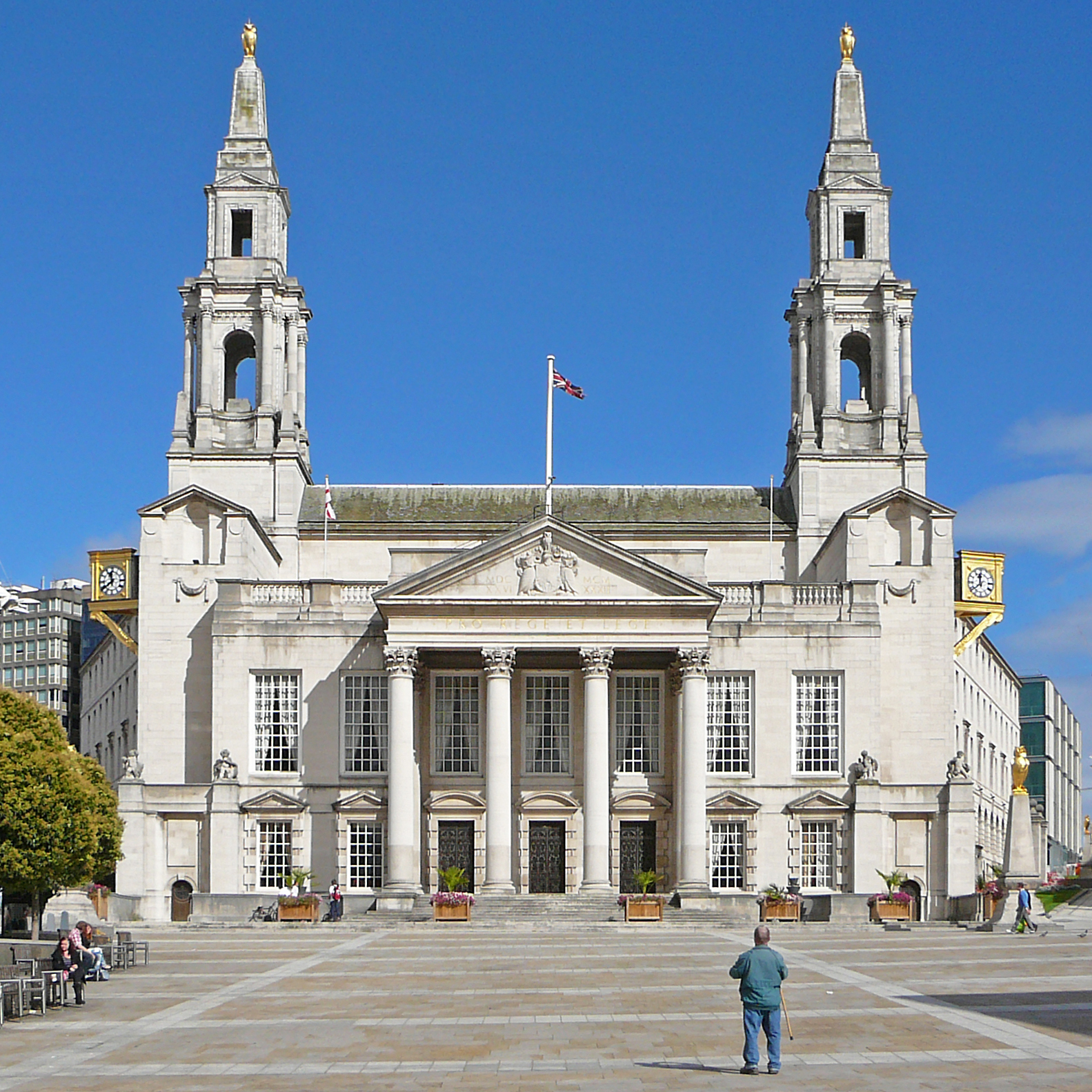
Сівік-Холл (адміністрація Західного Йоркширу)
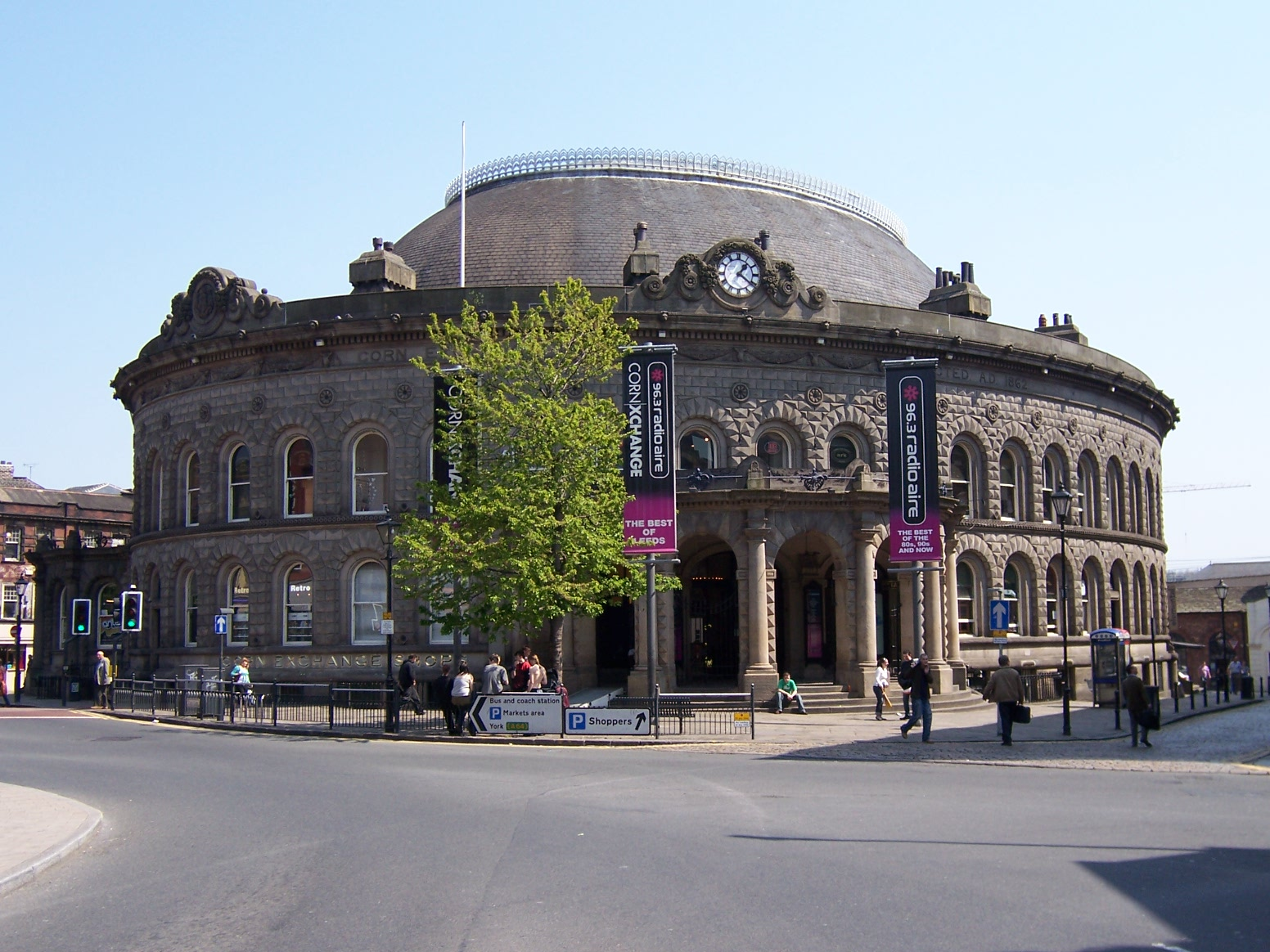
Лідс-Корн-Іксчейндж (1864)
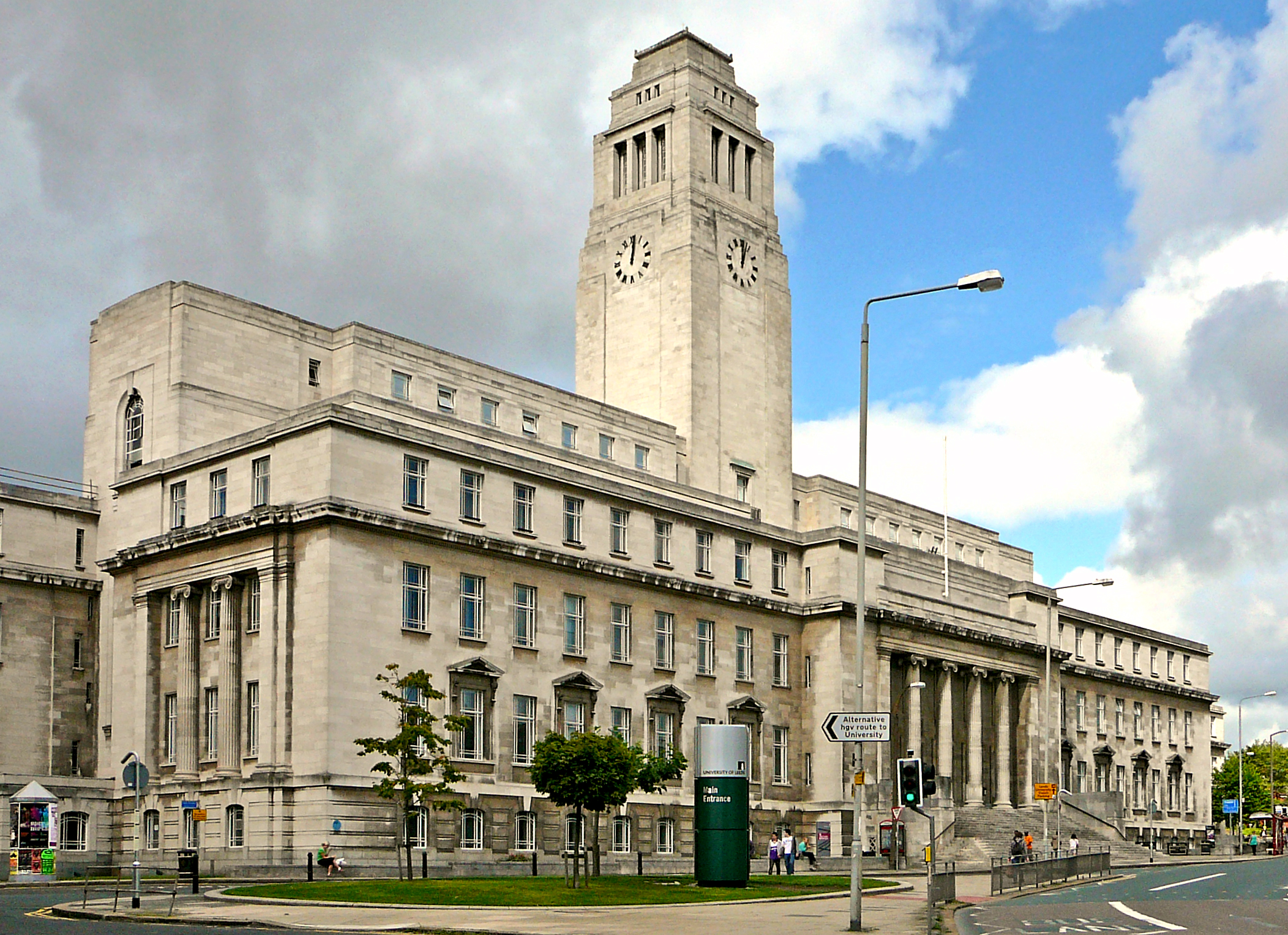
Будинок Паркінсона
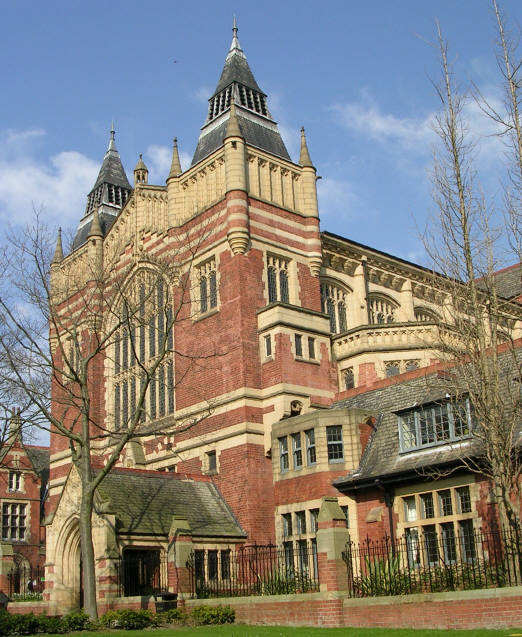
Грейт-Голл Університету Лідса
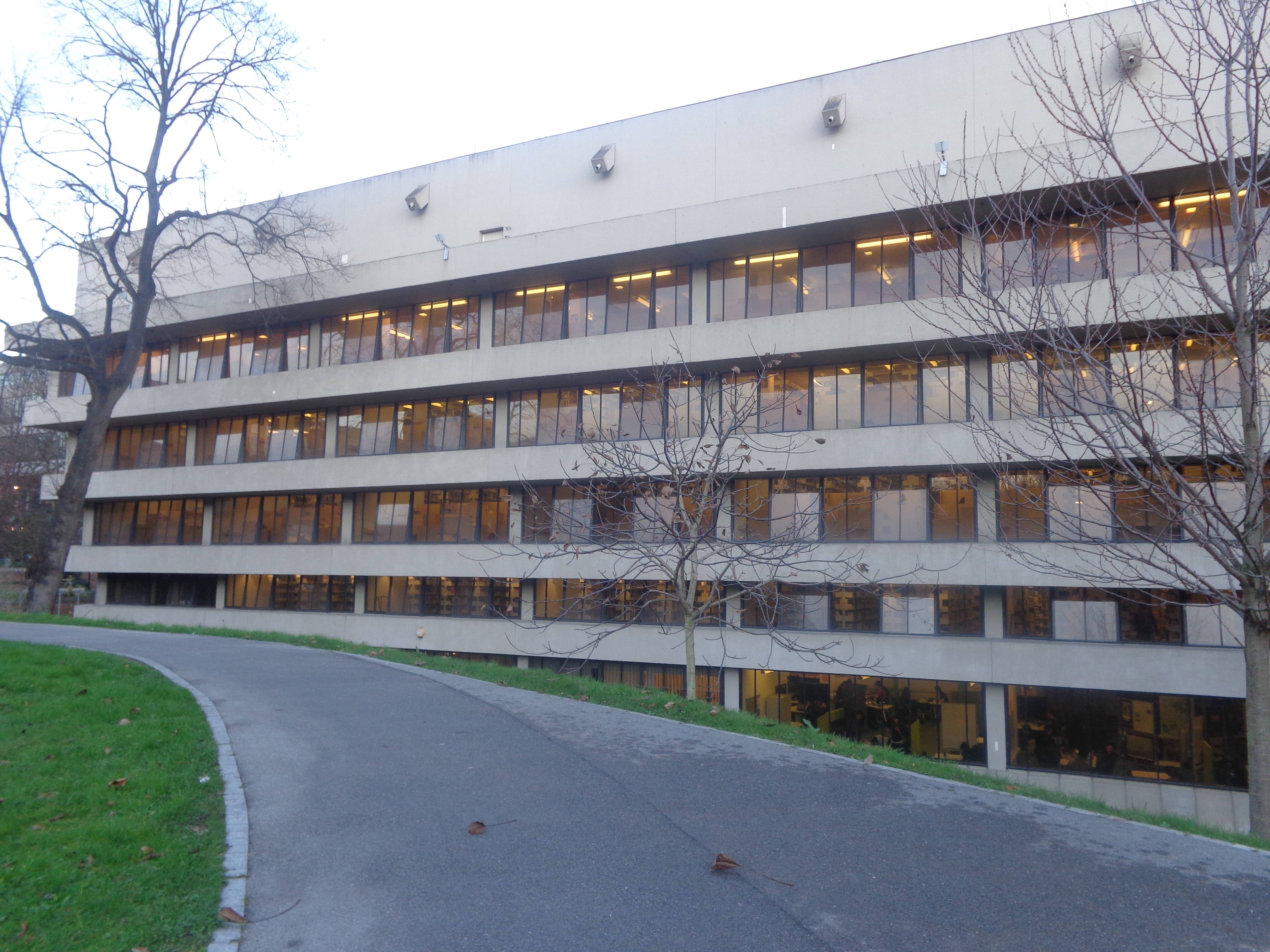
Бібліотека Едварда Бойла Університету Лідса
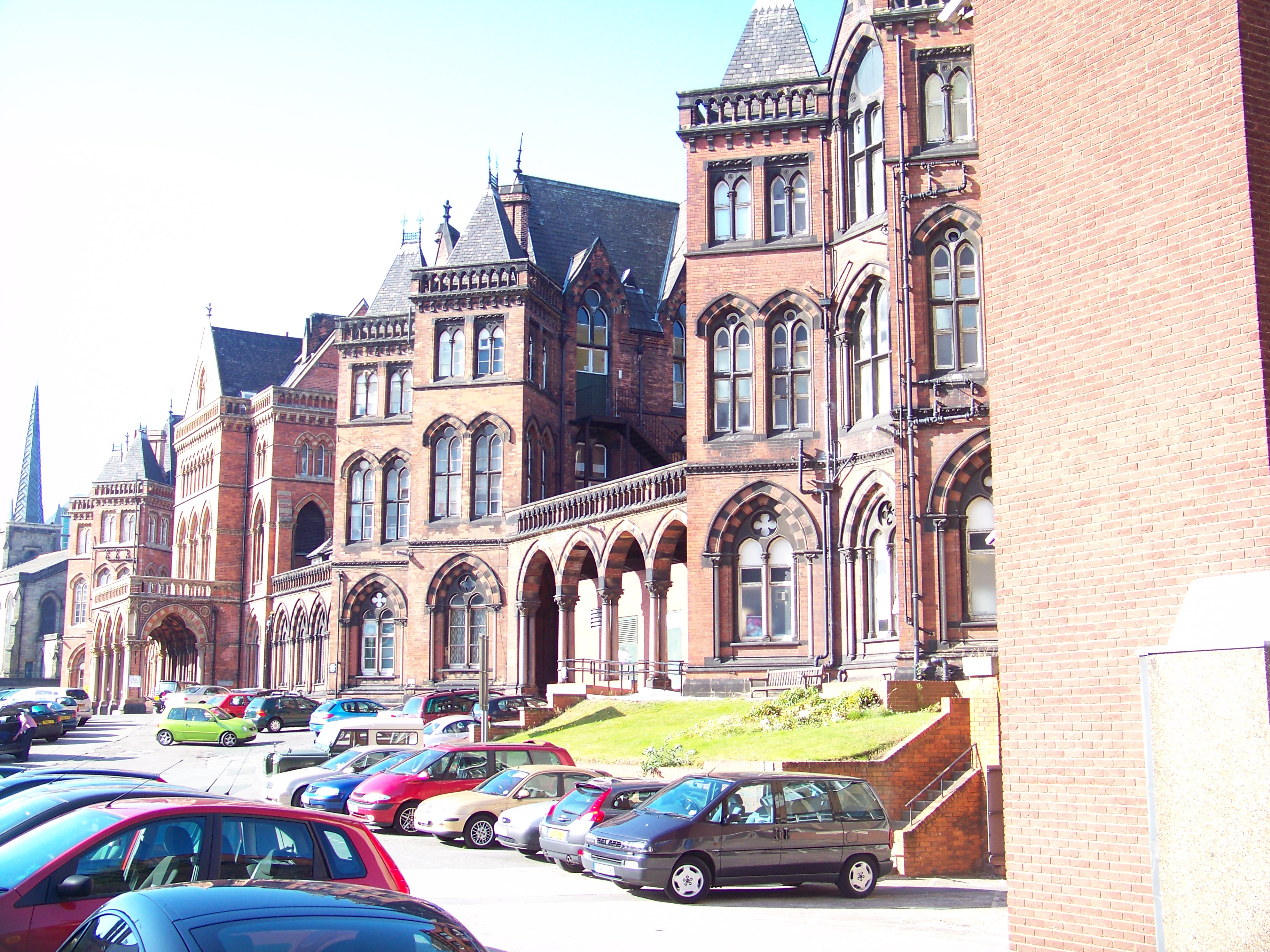
Будівля лікарні вікторіанської епохи
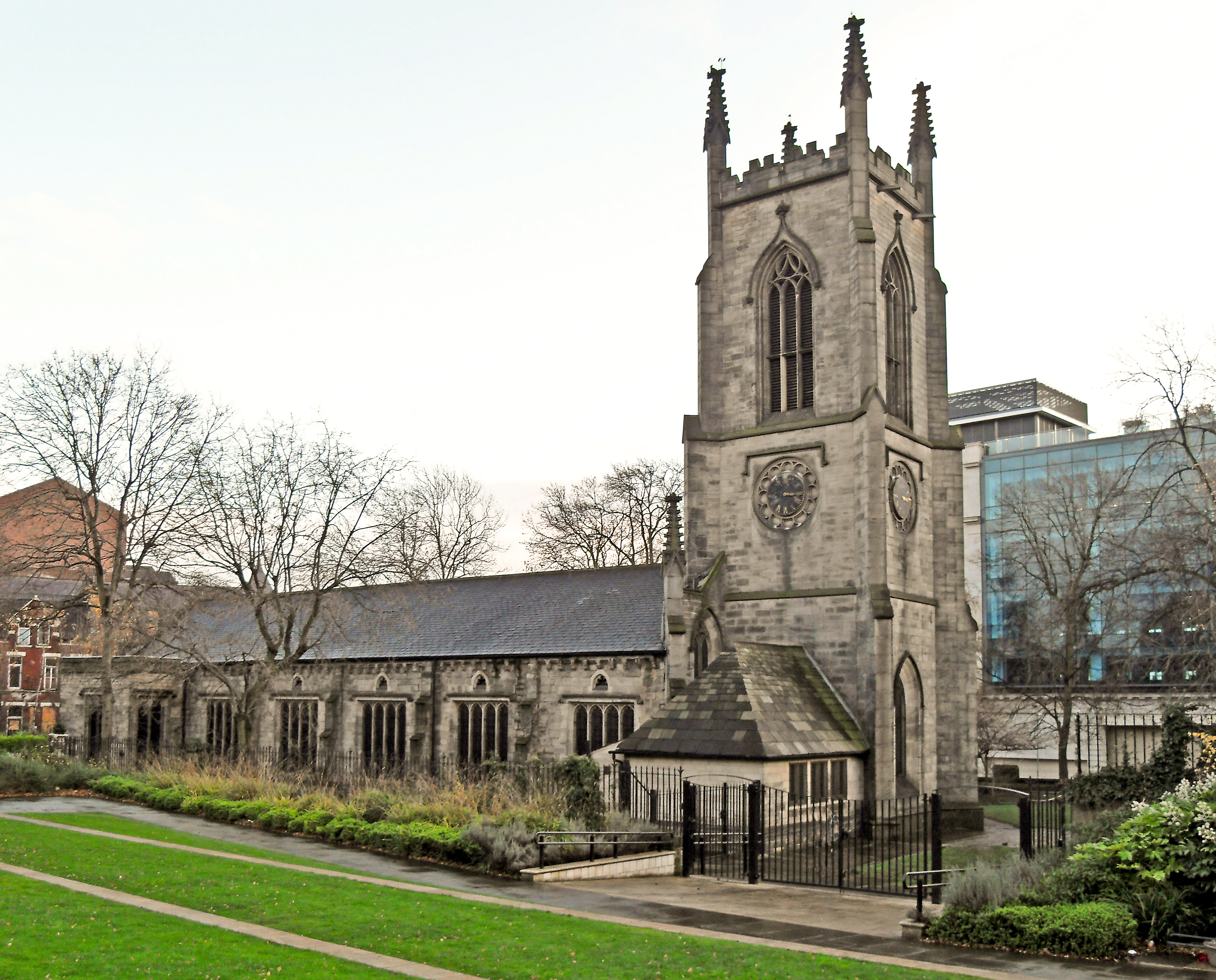
Церква Йоана Хрестителя
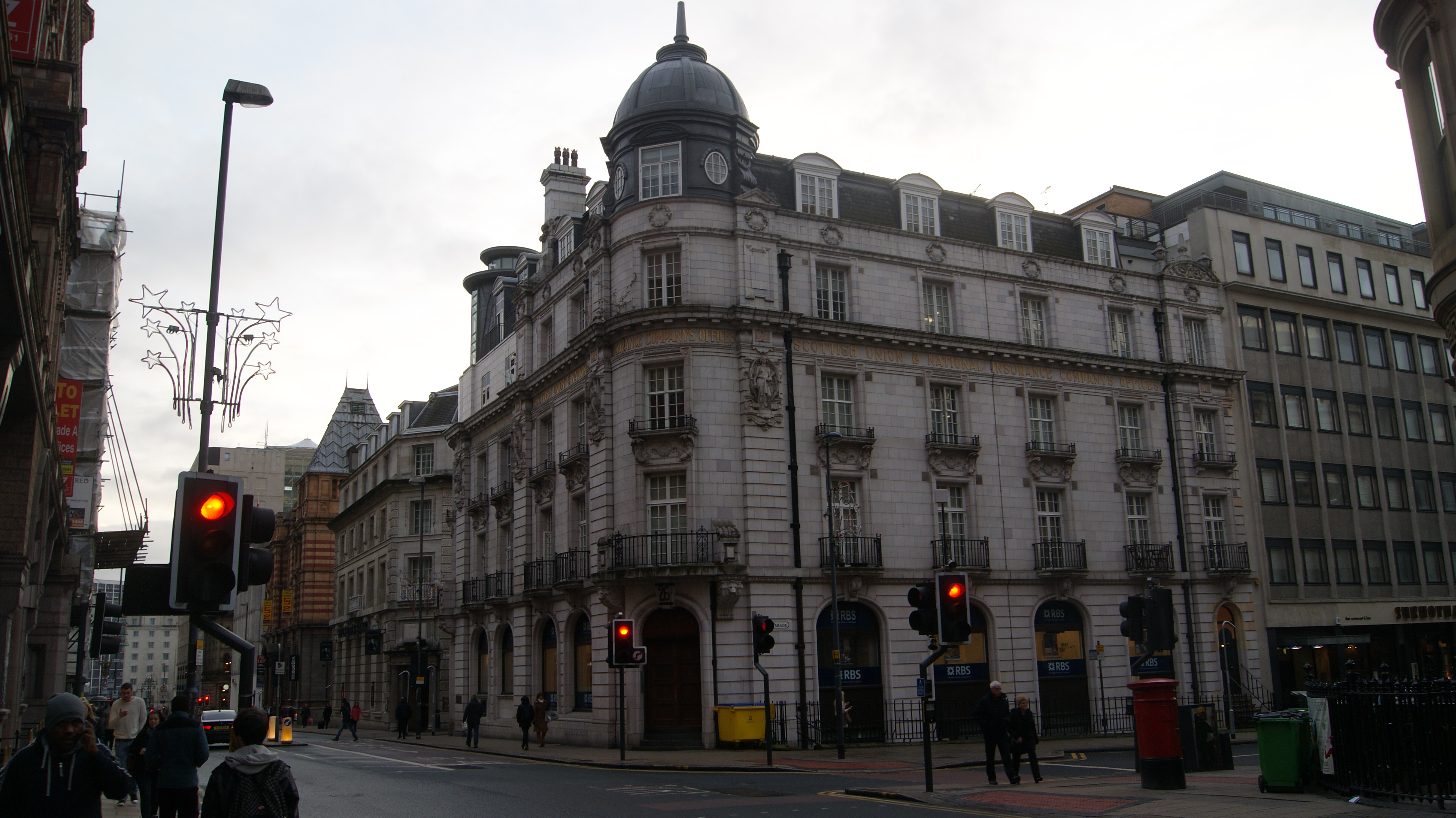
Королівський банк Шотландії
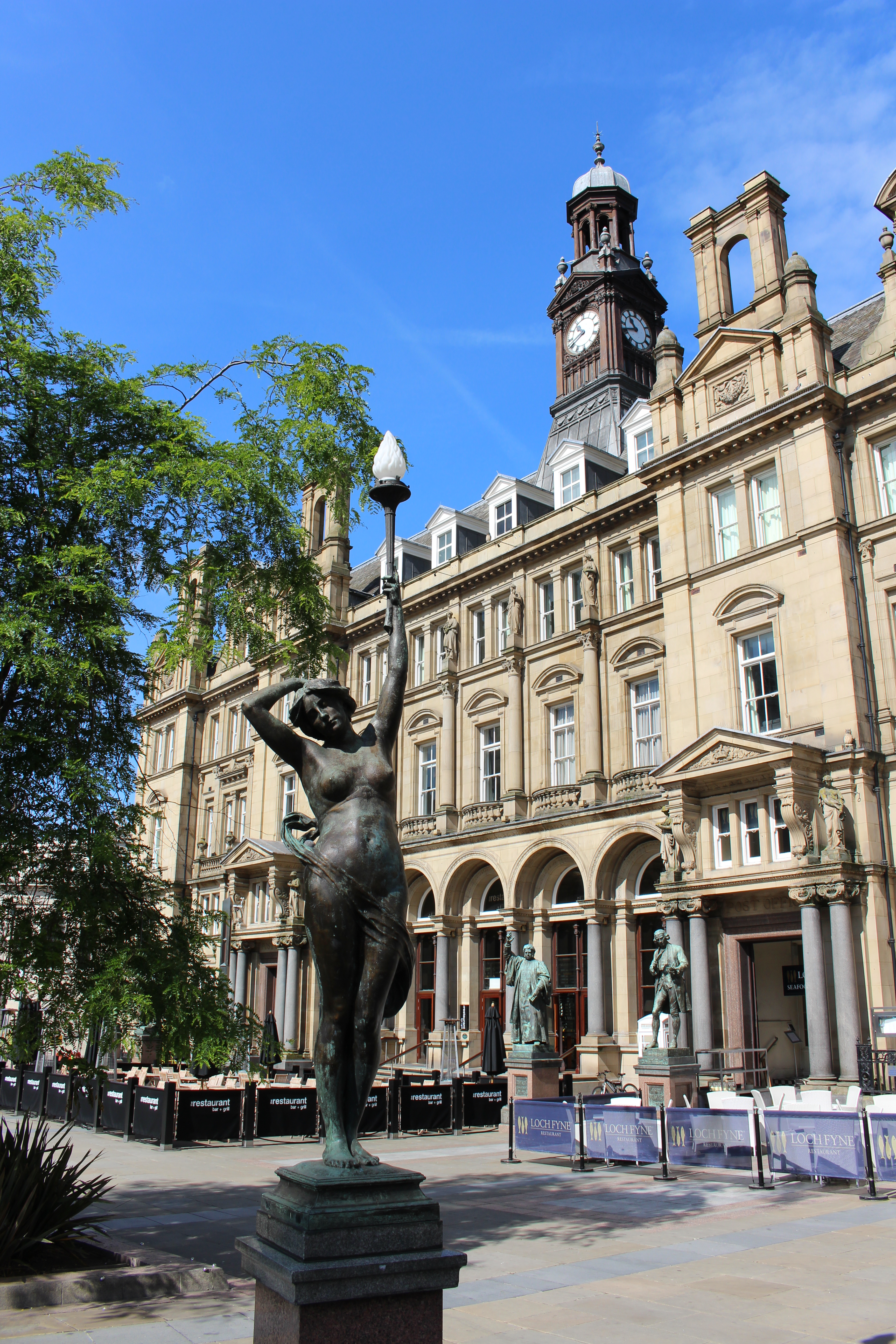
Площа в центрі міста
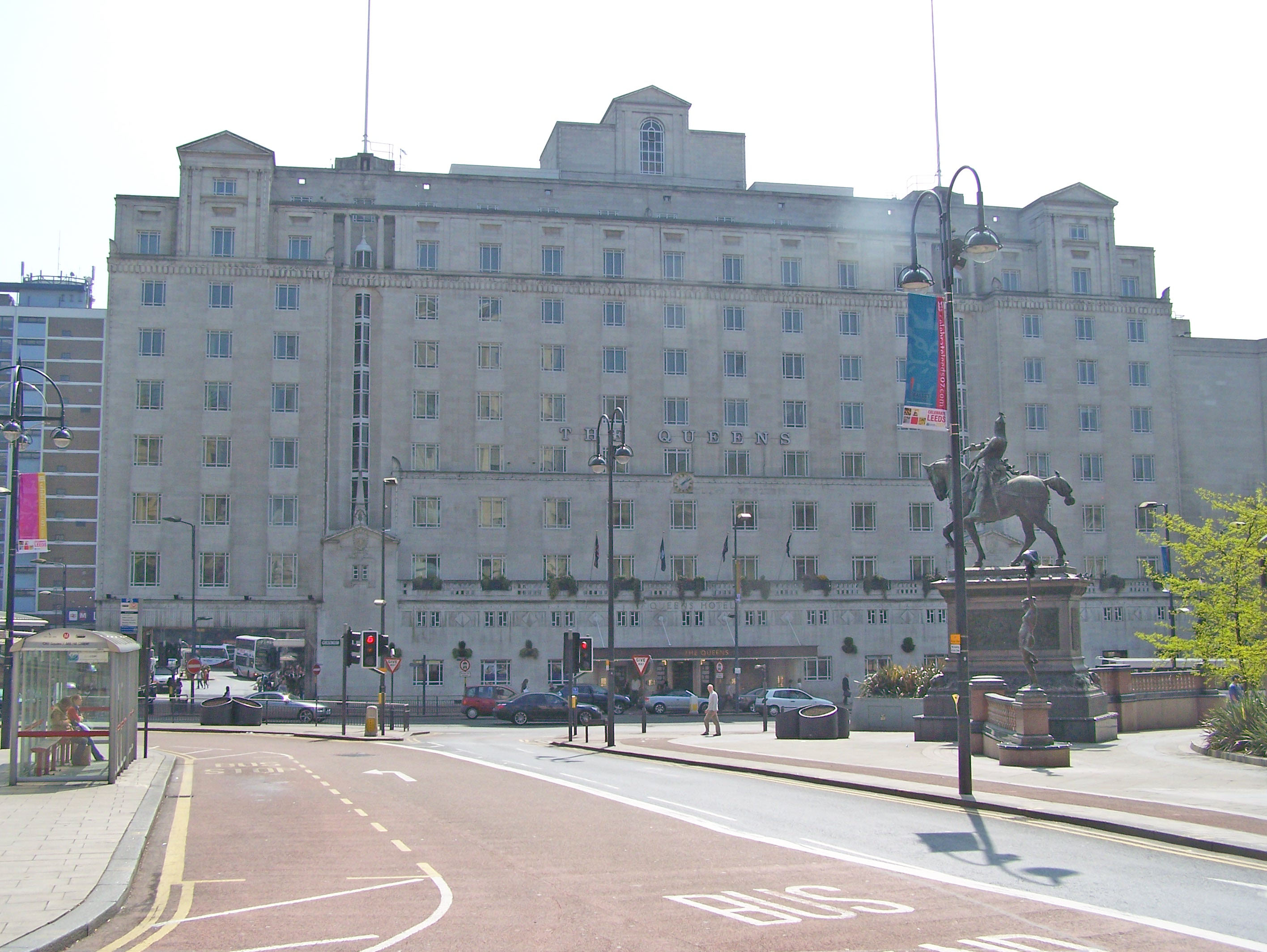
Готель Квінс
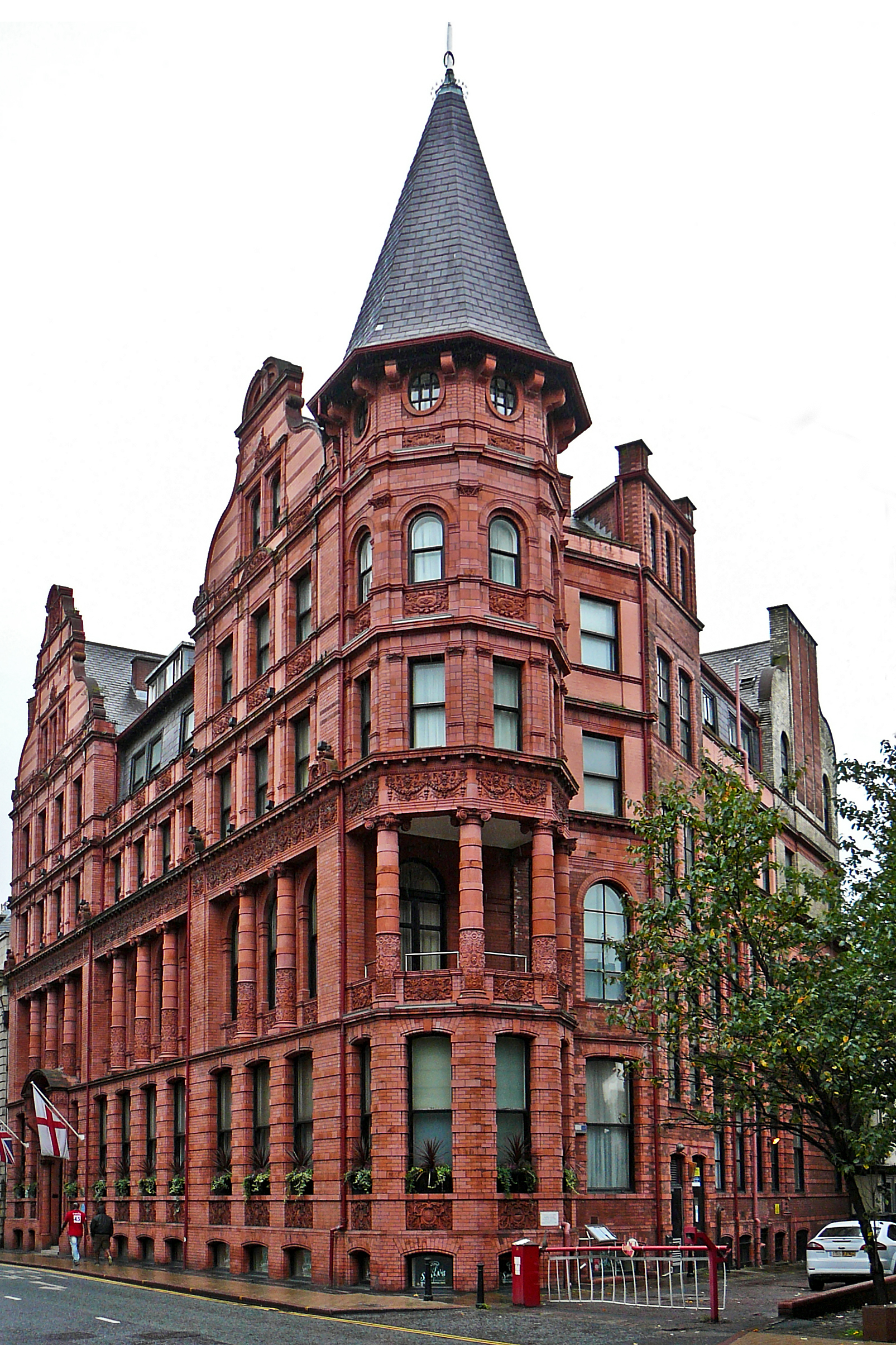
Квебек-Хаус
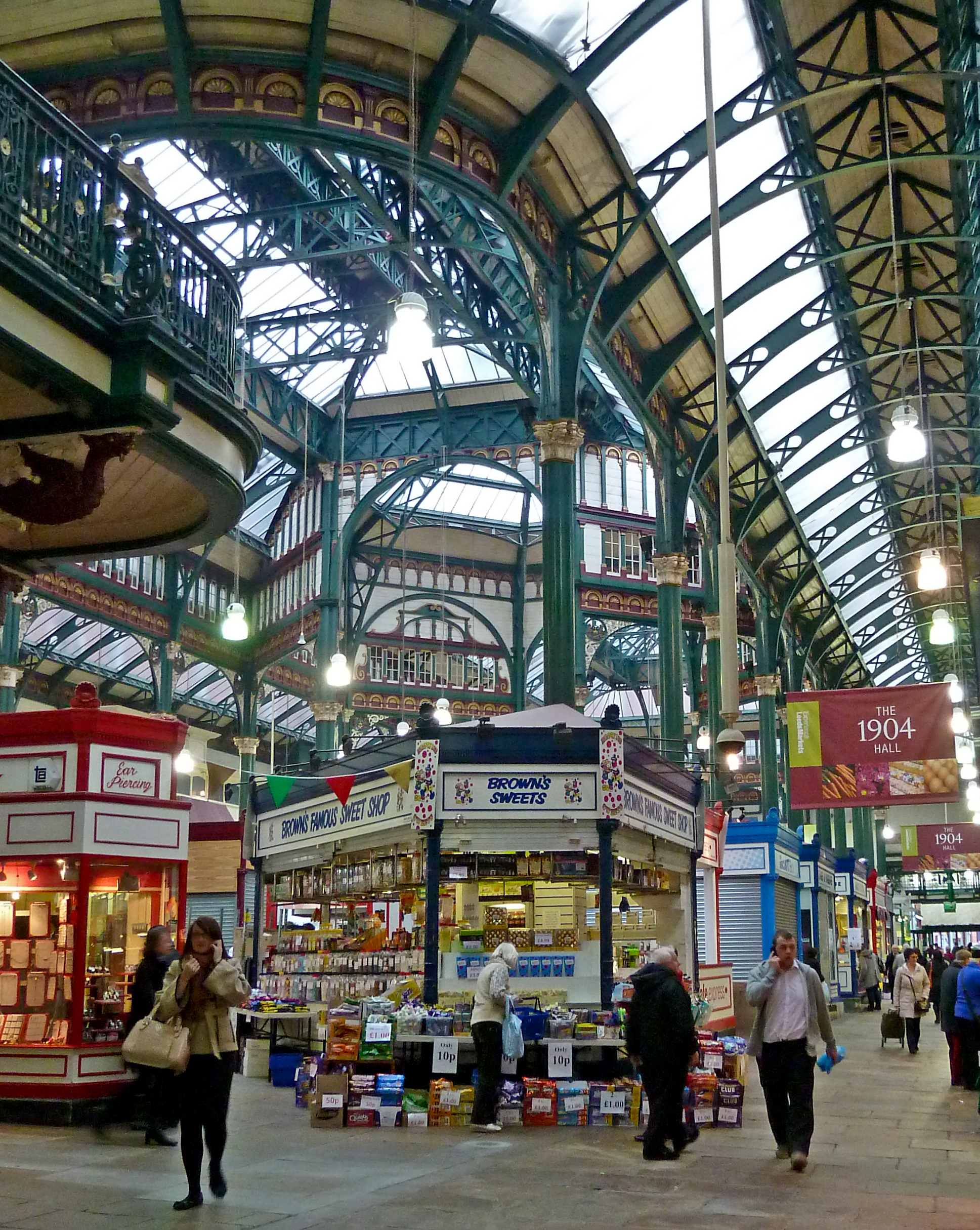
Кіркгейт-Маркет, найбільший критий ринок в Європі
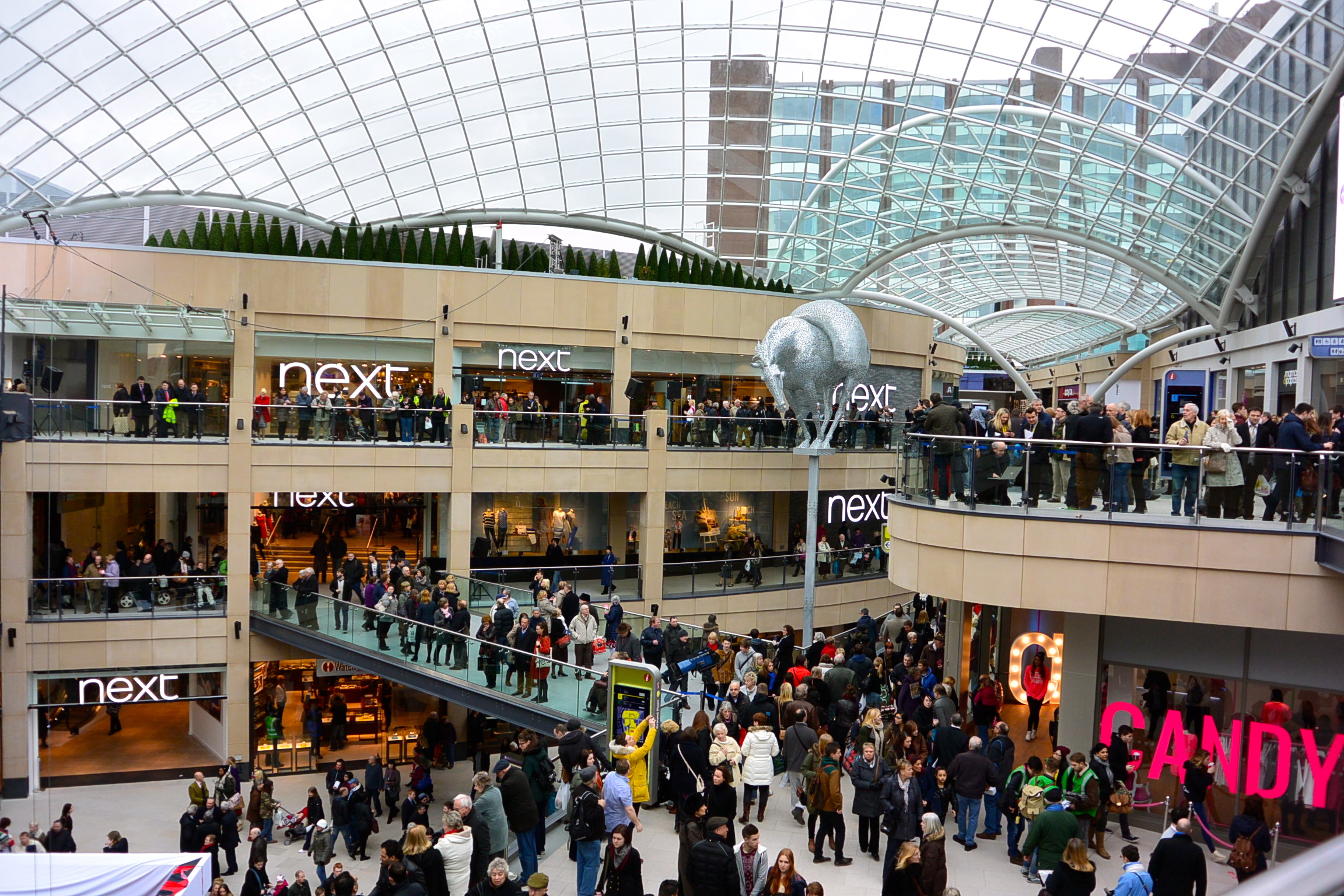
Триніті-Лідс, найбільший торговій центр у Лідсі
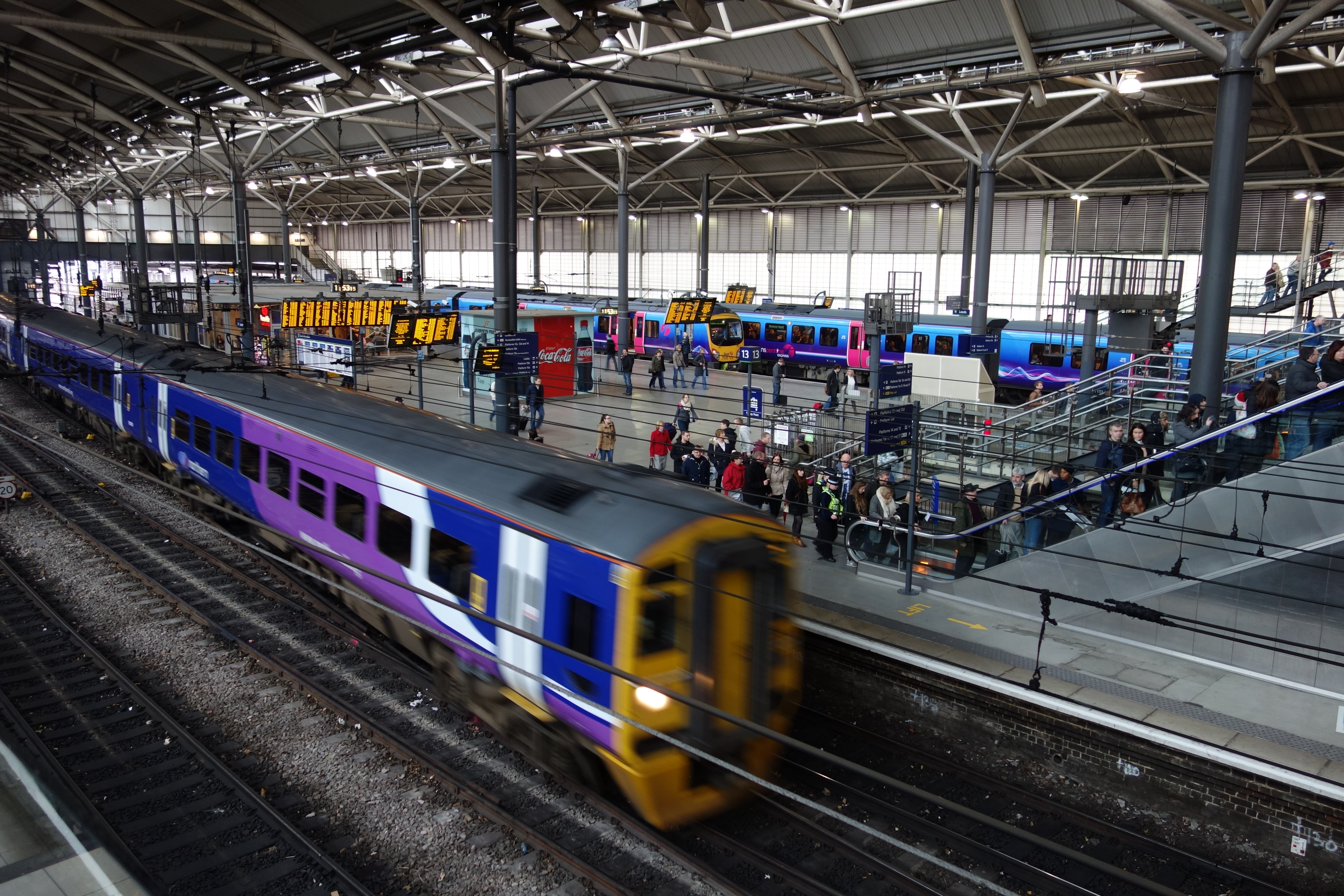
Залізнична станція
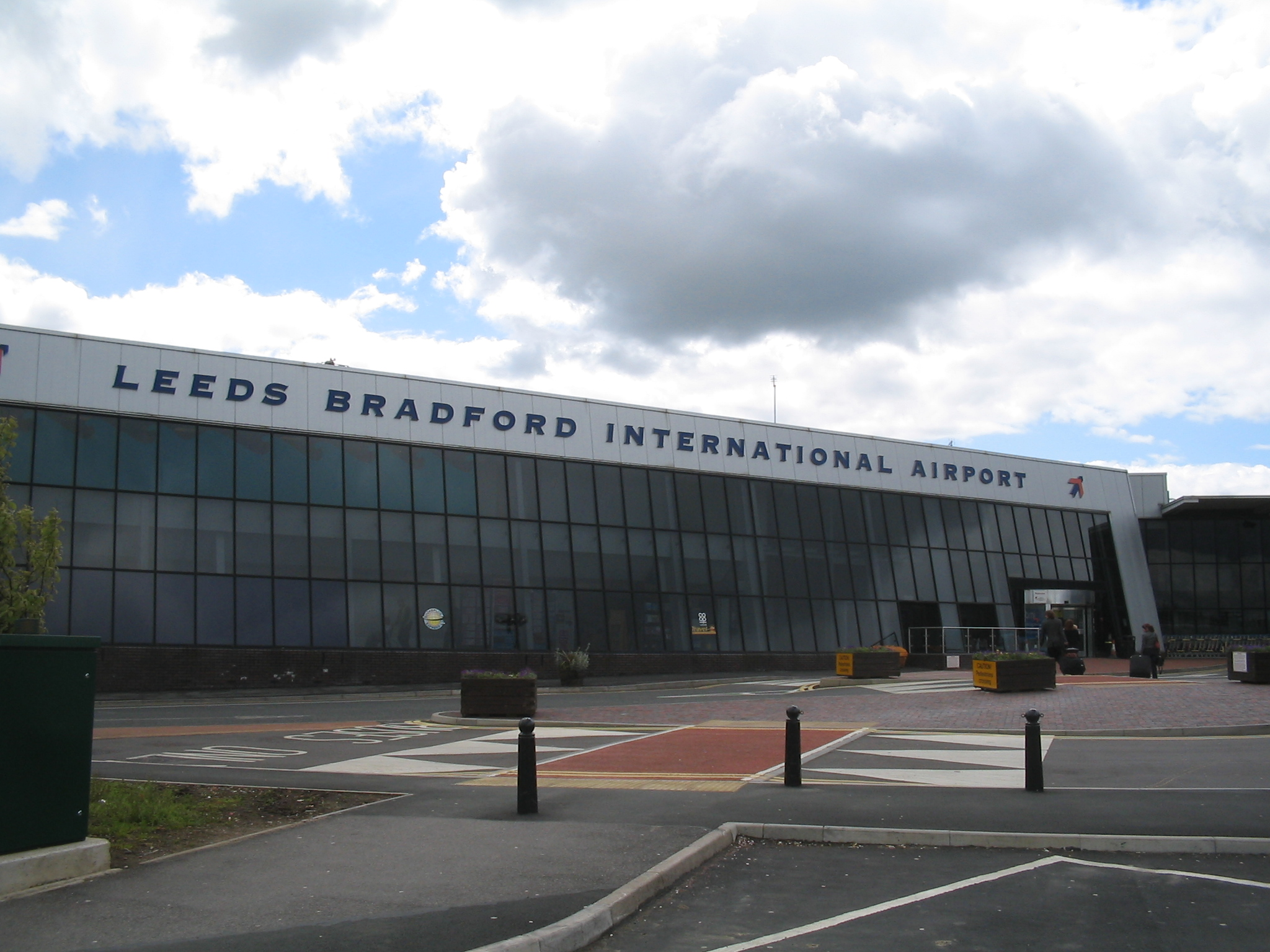
Міжнародний аеропорт «Лідс-Бредфорд»

Лідс вночі